# Cassa (Ort, Ainaro)
Cassa (Kassa, Kasa) ist eine osttimoresische Siedlung im Suco Cassa (Verwaltungsamt Ainaro, Gemeinde Ainaro).
1936 wurde Cassa von den Portugiesen in Arcos umbenannt. Doch der Name setzte sich nicht durch und einige Jahre nach dem Zweiten Weltkrieg kehrte man zum alten Namen zurück.

## Geographie und Einrichtungen
Cassa ist der Hauptort des gleichnamigen Sucos. Er liegt auf einer Meereshöhe von 106 m am Ufer des Beluliks, dem Grenzfluss zum östlichen Nachbarsuco Leolima. Im Zentrum treffen drei Überlandstraßen aufeinander: Aus Norden kommt die Straße nach Ainaro, aus Süden die Straße in das westlich gelegene Suai und aus Osten über eine Brücke aus Hato-Udo. Das Zentrum Cassas liegt in der Aldeia Mau-Suca Bemoris, der Ortsteil Maununo in der Aldeia Lailima im Süden und der Ortsteil Pebago in der Aldeia Boltama im Norden.
Im Zentrum von Cassa steht die Grundschule Sentral Cassa, in Pebago die Grundschule Cassa, das Hospital und der Sitz des Sucos Cassa.

## Geschichte
Im November 1984 griffen FALINTIL-Kämpfer den Ort Cassa an, brannten einige Häuser nieder und töteten die beiden Datos (timoresische Adelige) Maukoli und Adolfo. Sie galten als Anhänger der pro-indonesischen Partei APODETI.